# استان لیژ
استان لیئژ (به فرانسوی: Liège) در منطقه فدرال والوون در کشور بلژیک واقع شده‌است.

## نگارخانه

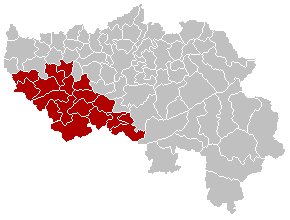
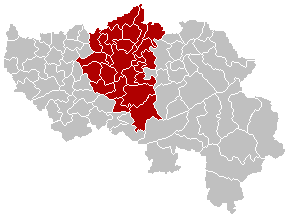
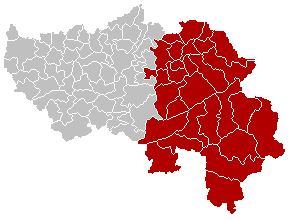
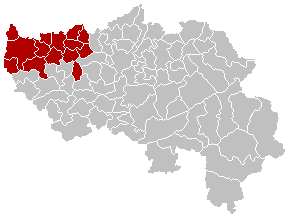